# Christoph Ludwig Agricola
Pour les articles homonymes, voir Agricola.
Christoph Ludwig Agricola (1667-1719) est un peintre allemand de paysages, né et mort à Ratisbonne.

## Biographie
Christoph Ludwig Agricola naît à Ratisbonne (Regensburg) le 5 novembre 1667. Il commence comme beaucoup de peintres de cette époque à étudier la nature. Il passe une grande partie de sa vie à voyager, visitant la France, l'Angleterre et les Pays-Bas, et résidant assez longtemps à Naples, où il a pu être influencé par les œuvres de Nicolas Poussin. Il séjourne quelques années à Venise. Il meurt à Ratisbonne le 8 août 1719.

## Galerie

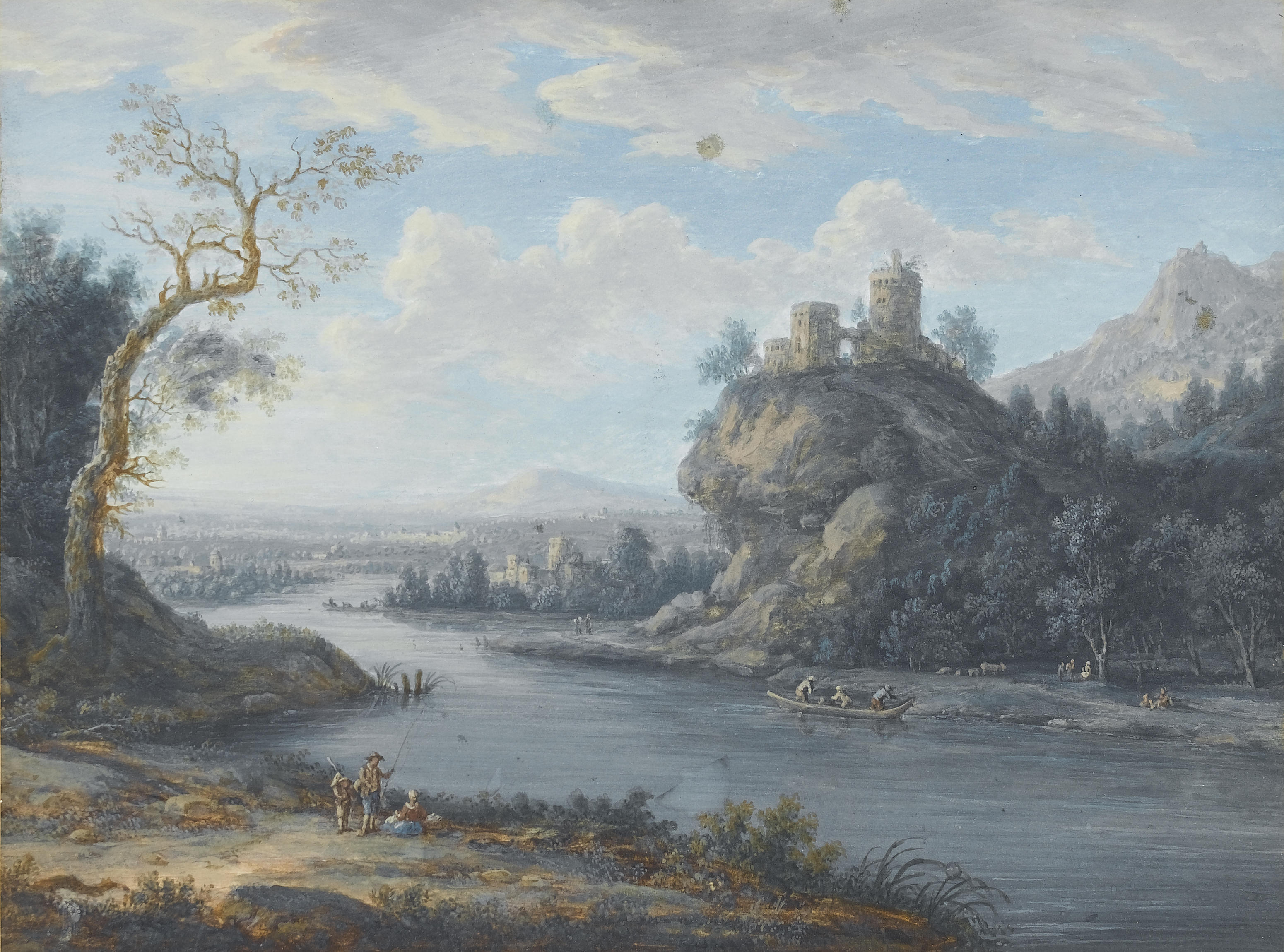
Paysage
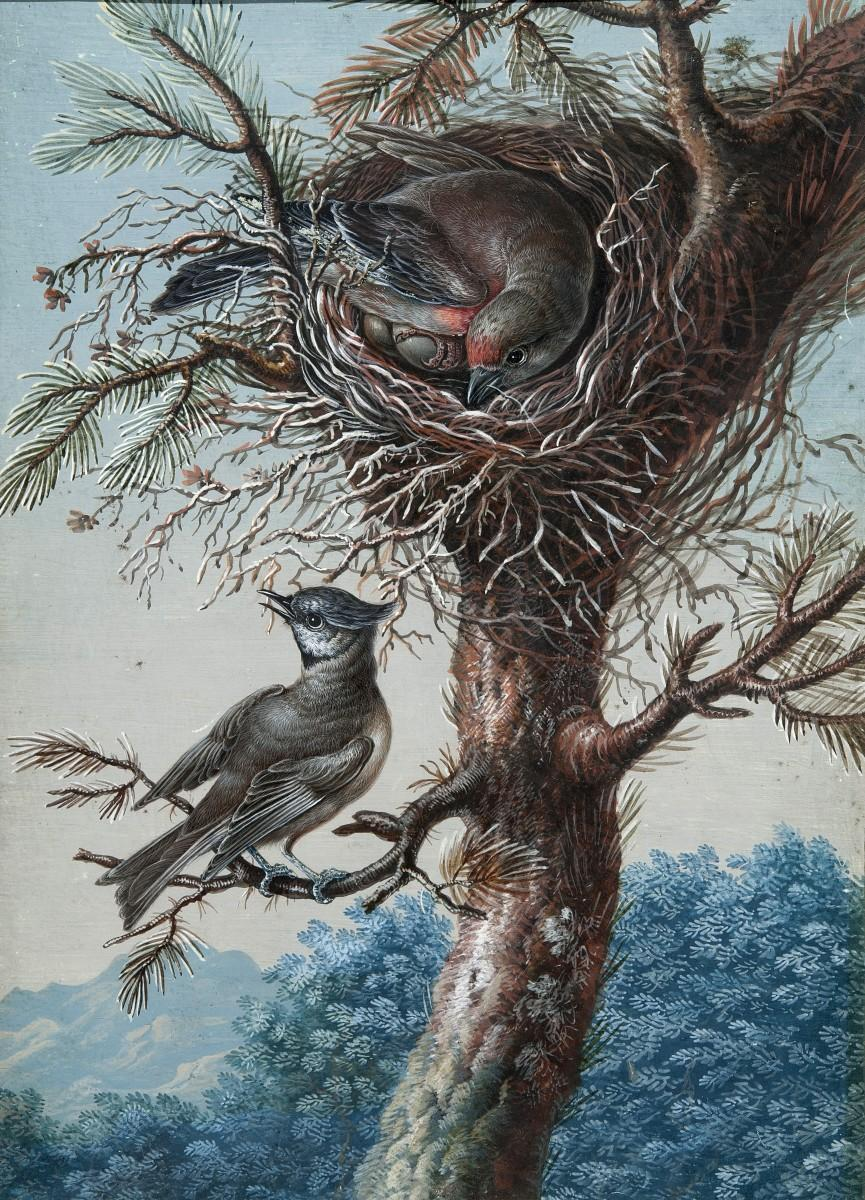
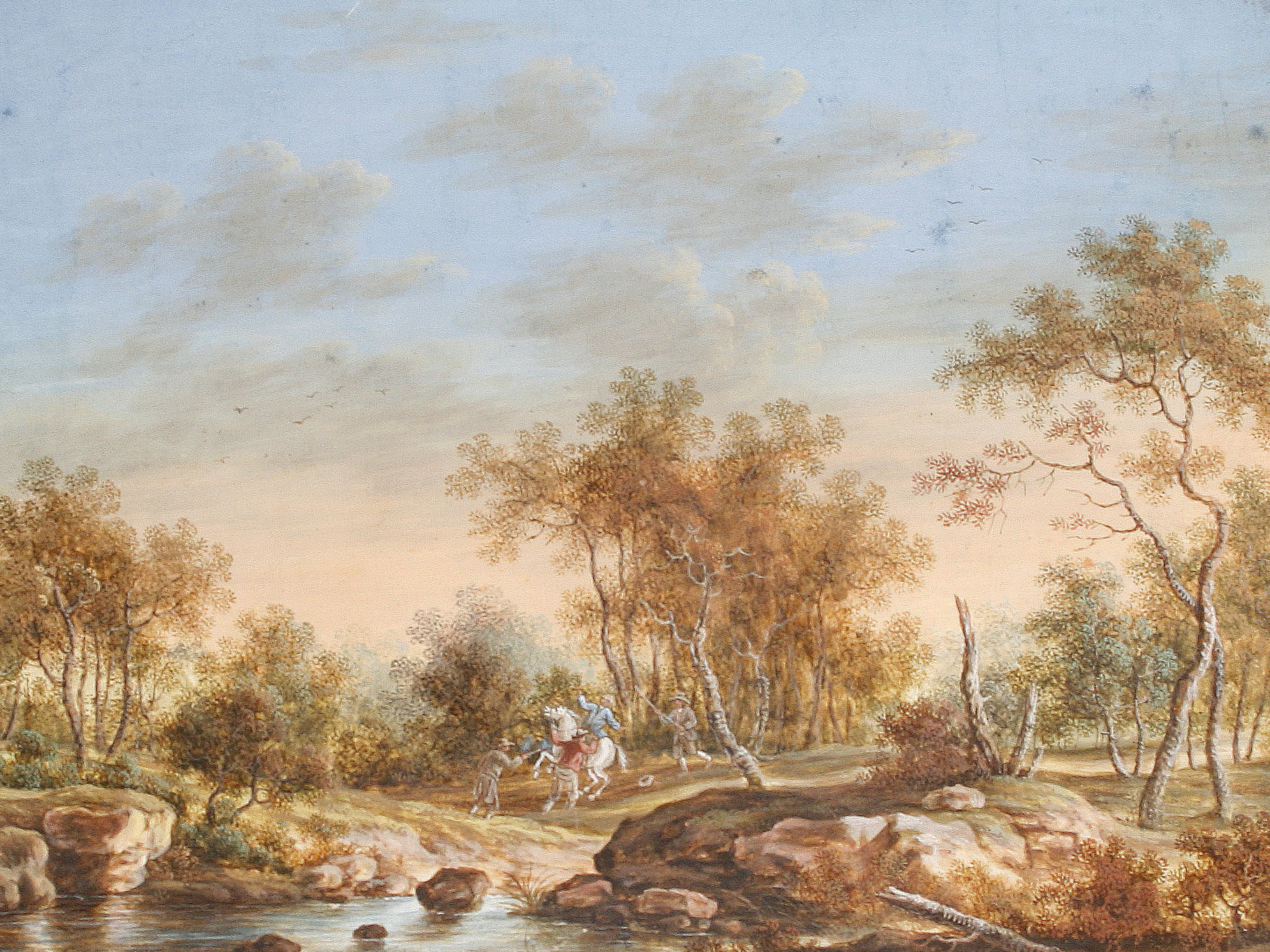